# Никифор Комнин (катепан на Васпуракан)
Никифор Комнин (на гръцки: Νικηφόρος Κομνηνός) е византийски военачалник от XI век, протоспатарий и управител на византийската тема Васпуракан в периода 1021 – 1026 г. Никифор Комнин е един от първите известни представители на рода на Комнините, които в края на века успяват да затвърдят своя династия на византийския престол.

## Биография
Точни сведения за произхода и годината на раждане на Никифор Комнин няма, но гръцкият учен Константинос Варзос предполага, че Никифор Комнин е роден около 970 г. и най-вероятно е по-малък брат на патриарха на фамилията – Мануил Еротик Комнин.
За първи път името на Никифор Комнин се споменава през 1022 г. в хрониката на Йоан Скилица, малко след като васпураканският цар Сенекерим Арцруни, неспособен да се справи с арабската заплаха от изток, преотстъпил царството си на византийския император Василий II Българоубиец в замяна на обширни владения и управлението на Севастийската тема. За първи управител на новоприъсъединенанта провинция Василий II назначил Василий Аргир, но той не се оказал способен и бил заменен от протоспатария Никифор Комнин на поста стратег или катепан на Васпуракан. Протоспатарий Никифор управлявал далечната закавказка тема от 1021 г. и според думите на Скилица, той успял да наложи ромейската власт над страната. В своята хроника арменският историк Аристакес Ластиверци съобщава, че катепан Никифор Комнин дори завладял град Арджеш на северния бряг на езерото Ван и го присъединил към своята област. Според арабския историк Яхъя Антиохийски обаче завладяването на Арджеш било дело на самия император Василий II.
Никифор Комнин продължил да управлява тема Васпуракан и при император Константин VIII, но през 1026 г. той е отзован в Константинопол, където е ослепен по подозрение в подготовка на метеж за завземането на властта.</ref> Според Йоан Скилица причина за съдбата на Никифор станала подозрителността на императора, който погрешно изтълкувал като опит за метеж една клетва за вярност, дадена на Никифор Комнин от хората му преди едно сражение с арабите. Докато обаче Скилица отрича вината на Никифор Комнин, в хрониката на Ластиверци се потвърждава, че Никифор е опитал да завземе властта или да се отцепи като самостоятелен владетел на изток, за целта на което през 1026 г. той влязъл в преговори с грузинския цар, който търсел възможност да си върне териториите, загубени с Трапезундския договор от 1021/1022 г. До съвместни военни действия не се стигнало, тъй като войниците от Кападокия арестували Никифор Комнин, след като разбрали намеренията му. След това Комнин и съучастниците му били изпратени в Константинопол. Така на следващата 1027 г. Никифор Комнин и осем от хората му били ослепени, след като във вината им се убедил лично самият император.
Няма други сведения за по-нататъшната съдба на Никифор Комнин след тези събития.